# Manuel Joaquín de Valdivieso
Manuel Joaquín De Valdivieso Maciel (Santa Fe, Argentina, 29 de marzo de 1760 - Santiago, Chile, 6 de julio de 1839).

## Primeros años de vida
Hijo de José Ciriaco Fernández de Valdivieso y Herrera Velasco y de Dominga Maciel y Lacoizqueta. Realizó sus estudios superiores en la Facultad de Cánones y Leyes de la Real Universidad de San Felipe donde se matriculó el 2 de mayo de 1795. Graduado de bachiller en Leyes el 6 de febrero de 1798. Juró de abogado el 26 de agosto de 1800, profesión que procedería a ejercer.

### Matrimonio y descendencia
Casado en Santiago el 3 de enero de 1804 con Mercedes Zañartu y Manso de Velasco, con numerosa descendencia, incluyendo a su hijo Rafael Valentín Valdivieso Zañartu y a su nieto monseñor Crescente Errázuriz Valdivieso, quienes fueran en diferentes tiempos arzobispos de Santiago de Chile..

## Vida pública
Fue consiliario menor en el rectorado de Miguel de Eyzaguirre en 1802 en la Real Universidad de San Felipe.
En 1828 fue nombrado juez del Crimen de Santiago, llegando en 1830 a ser Ministro de la Corte Suprema.
El director supremo Bernardo O'Higgins Riquelme lo designó miembro de una comisión encargada de fundar el Cementerio General de Santiago en cumplimiento de una ley aprobada por el Senado el 26 de agosto de 1819. Fue nombrado administrador del recinto.
Entre otros cargo fue:
Secretario de la Autoridad Ejecutiva Provisoria instalada el 11 de agosto de 1811 hasta el 4 de septiembre de 1811, fecha en que se instaló el Tribunal Ejecutivo.
Secretario del Gobierno interino de la Autoridad Suprema Provisional desde el 13 de diciembre de 1811 hasta el 8 de enero de 1812.
Secretario de Gobierno interino de la Junta Provisional de Gobierno desde el 8 hasta el 10 de enero de 1812.
Diputado suplente por Vallenar en el Congreso Nacional Constituyente de 1826, 4 de julio de 1826 - 22 de junio de 1827. No fue llamado a reemplazar al propietario por Vallenar, José Santiago Montt Yrarrázaval que también había sido elegido como propietario por Casablanca y que optó definitivamente por Vallenar.
Diputado en las Asambleas Provinciales de 1831, Asamblea Provincial de Santiago, 13 de marzo de 1831 - marzo de 1833.
Murió en Santiago el 6 de julio de 1839.